# Game Boy Advance
Il Game Boy Advance, abbreviato ufficialmente GBA, è una console portatile a 32 bit sviluppata, prodotta e commercializzata da Nintendo nel 2001. Succede al Game Boy Color. Competeva commercialmente con il WonderSwan Color, il GP32 e il N-Gage, occupando comunque la maggior parte del mercato. È stata la prima console portatile Nintendo a superare le caratteristiche tecniche dell'Atari Lynx, caratteristiche che rendono il Game Boy Advance simile allo SNES.
Pur utilizzando cartucce differenti rispetto a quelle del Game Boy e Game Boy Color, il Game Boy Advance rimane compatibile con queste ultime grazie alla presenza di un coprocessore Z80, che garantisce la retrocompatibilità.
Il Game Boy Advance con il suo processore ARM7TDMI a 16,78 MHz, nonostante gestisca alcune basi del 3D, non è dotato di reale supporto hardware per la renderizzazione della grafica poligonale 3D, ma con la discreta potenza del processore era perfettamente possibile la realizzazione in software di mondi 3D fatti di un numero limitato di poligoni, texture mappate, sorgenti di luce e ombre.

## Storia
Con i precedenti modelli della linea Game Boy la Nintendo aveva dominato per oltre un decennio il mercato delle console portatili. Le voci su un successore basato su processore RISC, con nome in codice Project Atlantis, apparvero già dal 1996. Si parlava però di caratteristiche molto avanzate e forse non era lo stesso progetto: quando il Game Boy Advance uscì nel 2001 era un sistema più tradizionale. Nonostante fosse a 32 bit, rimaneva un sistema incentrato sulla grafica 2D, con molti degli accorgimenti tecnici che avevano caratterizzato la console da tavolo Super Nintendo Entertainment System.
Il design esterno del Game Boy Advance è stato concepito dal designer francese Gwénaël Nicolas e dal suo studio Curiosity Inc. con sede a Tokyo.
Lo schermo orientato in orizzontale distingueva il Game Boy Advance dai precedenti modelli della linea Game Boy. Anche l'estetica si allontanò abbastanza, con la nuova forma più elegante ed ergonomica. Il nuovo schermo TFT da 2,9" e la grafica del sistema furono di sicuro effetto, tuttavia la mancanza di retroilluminazione dello schermo rendeva quasi ingiocabili certi titoli come Castlevania: Circle of the Moon senza una buona luce esterna. Un altro difetto era la mancanza di alimentazione ricaricabile; la console si basa ancora sulle classiche batterie AA, mentre l'industria dei telefoni cellulari dimostrava ormai che i sistemi ricaricabili erano fattibili.
Comunque il Game Boy Advance riuscì a continuare il grande successo dei suoi predecessori. Si formò una grande libreria di giochi; i primi rifacimenti, come Super Mario Advance, erano notevoli, ma i titoli originali, che furono più lenti a uscire, mostrarono veramente le capacità del sistema. Anche grazie all'intenso marketing, il sistema si affermò in tutto il mondo. Concorrenti come Tapwave Zodiac e N-Gage non si rivelarono una minaccia e la console entrò in un periodo quasi di monopolio del settore portatili, attraendo anche un grande supporto da parte dei produttori indipendenti di giochi.
Con l'uscita nel 2003 della versione Game Boy Advance SP, che correggeva tra l'altro i problemi di retroilluminazione e batterie, arrivarono anche molti grandi titoli e si può dire che il sistema raggiunse il suo apice.
Se il Game Boy Advance non fu di per sé molto innovativo, lo furono alcune sue periferiche per la connettività, in particolare l'adattatore wireless per il multigiocatore (2004). Alcuni giochi inoltre supportano il collegamento via cavo con la successiva console da tavolo GameCube, dando varie originali possibilità di utilizzo congiunto, come sbloccare contenuti extra, trasformare il GBA in un controller, o usarlo come secondo schermo di supporto.
Nonostante le enormi vendite, il Game Boy Advance ebbe vita produttiva relativamente breve. La nuova console Nintendo DS uscita nel 2004 non era inizialmente presentata come un successore del GBA, ma come un "terzo pilastro" con il quale poteva convivere, infatti uscì più tardi una nuova variante del GBA, il Game Boy Micro (2005). Però l'enorme successo del DS, tra l'altro retrocompatibile con le cartucce del GBA, pose fine alla linea Game Boy.
La console viene messa ufficialmente fuori produzione il 12 febbraio 2008, con l'uscita in Nord America di Samurai Deeper Kyo. L'ultimo gioco distribuito in Europa è però Pixeline in Pixieland nel 2008 e in Giappone Rhythm Tengoku uscito ad agosto 2006.
A giugno 2010 sono state vendute 81,51 milioni di unità della serie Game Boy Advance in tutto il mondo.

## Caratteristiche tecniche
| Schermo          | LCD TFT 2,9 pollici a colori (15 bpp), 40,8mm × 61,2mm |
| Risoluzione      | 240×160 pixel a 3:2 |
| CPU              | 16,78 MHz 32 bit (ARM7TDMI) + 8,338 MHz 8 bit (Z80) |
| Memoria RAM      | 288 KB WRAM (32K all'interno CPU, 256K esterni), 96 KB VRAM |
| Memoria ROM      | Cartucce GBA a dimensione massima di 32 Megabyte e cartucce GB/GBC a dimensione massima di 8 Megabyte |
| Elaborazione 2D  | Rotazione sprite, scaling, trasparenza pixel, distorsione e trasformazione affine in tempo reale. |
| Colori e grafica | 512 colori massimi visualizzati contemporaneamente sullo schermo nella Character Mode, 32.768 nella Bitmap Mode. Rendering grafico di picco pari a 1024 sprite visualizzati contemporaneamente sullo schermo con 256 sprite per linea (con interrupt non standard), 256 sprite massimi con 64 sprite per linea (con interrupt standard) a dimensioni massime di 64x64 pixel, a 16 colori massimi nella Character Mode e 256 colori massimi nella Bitmap Mode. |
| Elaborazione 3D  | Rendering grafico di picco pari a 20.000 poligoni al secondo (elaborazione grafica con software apposito) |
| Sonoro           | Sonoro stereo digitale a 6 canali (4 del Game Boy originale e 2 DAC a 8 bit). Uno speaker mono. Uscita stereo per spinotto Jack 3,5 mm |
| Comunicazione    | Comunicazione: cavo Game Link (fino a 4 Game Boy Advance collegati), adattatore a Infrarossi, adattatore wireless LAN. |
| Alimentazione    | 2 batterie AA, durata 10-15 ore |

Per gli sviluppatori il Game Boy Advance era un sistema abbastanza potente da permettere di scrivere gran parte dei programmi in C, mentre sui predecessori fino al Game Boy Color era sostanzialmente necessario ricorrere al linguaggio di basso livello Assembly.

## Accessori e periferiche

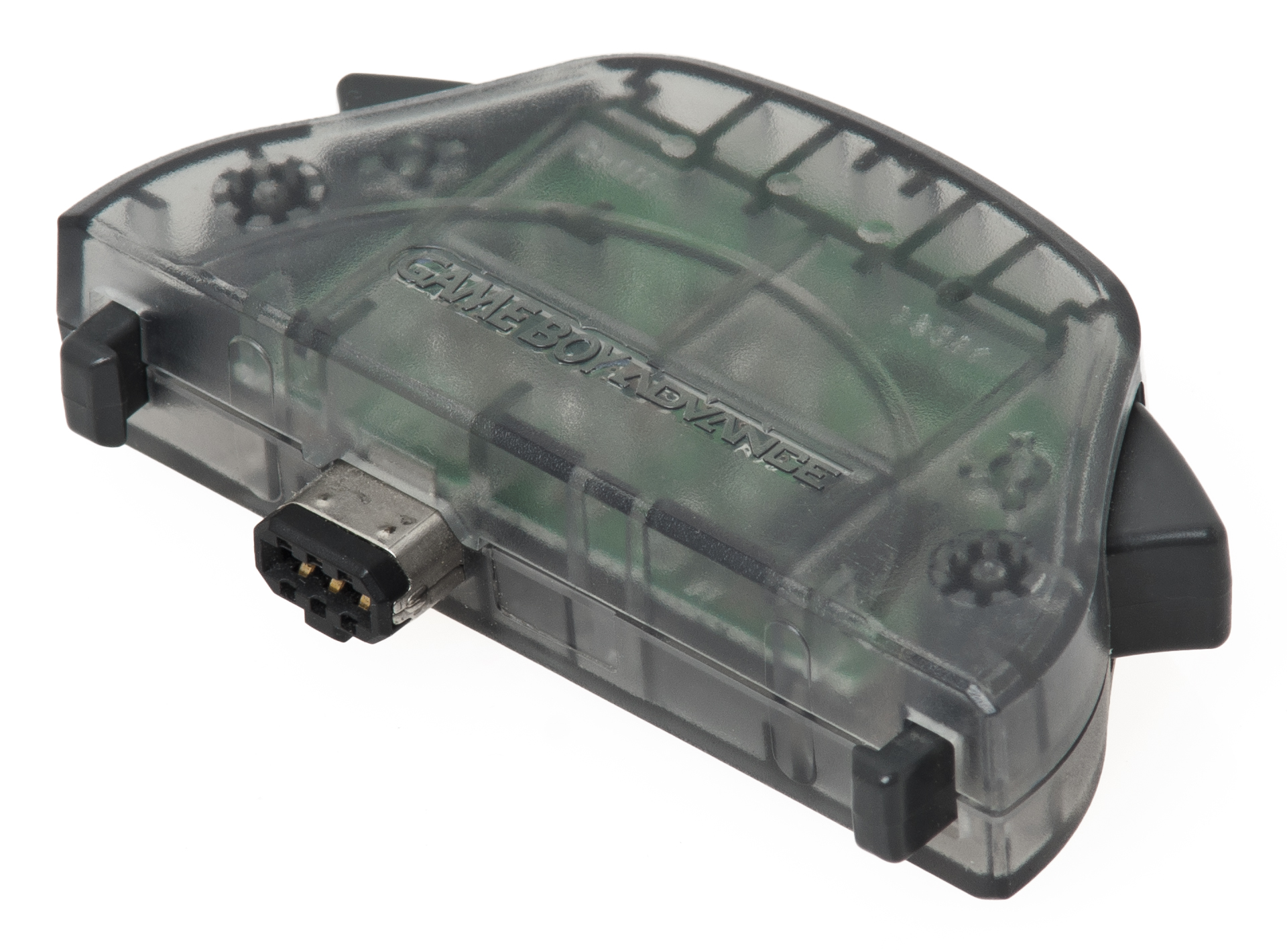
L'adattatore wireless

Il Game Boy Advance ha avuto molti accessori e periferiche, per ampliare la comunicazione e per altri scopi. Essi si dividono in ufficiali (prodotte da Nintendo) e non ufficiali (prodotte da terze parti).
Di seguito una lista non esaustiva:

### Ufficiali
- Game Boy Advance Link Cable:

Serve per giocare con altri Game Boy Advance in multigiocatore fino a 4 giocatori.
- Adattatore Wireless per Game Boy Advance:

Si tratta di una cartuccia speciale che funge da adattatore wireless per giocare in multigiocatore in LAN fino a 10 metri di distanza (principalmente i titoli Pokémon), prodotto nel 2004 insieme a Pokémon Rosso Fuoco e Verde Foglia. Supportò circa 30 giochi, ma non è retrocompatibile con i giochi che richiedono il collegamento via cavo.
- Adattatore a infrarossi per Game Boy Advance:

Questo adattatore è stato incluso con il gioco Cyberdrive Zoids, in quanto è compatibile solo con quest'ultimo. L'adattatore non è stato venduto separatamente.
- Nintendo MP3 Player:

È una cartuccia poco più grande di una normale cartuccia GBA. Dispone di un lettore schede SD per ascoltare brani musicali in formato MP3. È compatibile anche con il Nintendo DS e DS Lite.
- Game Boy Advance Video:

Il formato video con cui vennero prodotte molte cartucce contenenti filmati di lunga durata, soprattutto di cartoni animati. Ogni cartuccia poteva contenere fino a 45 minuti di video in HQVGA, per un massimo di 32 MB di dati a cartuccia. Il tutto sul piccolo schermo del Game Boy Advance.
- GameCube – Game Boy Advance link cable

Cavo di collegamento diretto con GameCube, per varie speciali funzioni di collaborazione tra le due console che dipendono dal gioco.

### Non ufficiali
- GBA Movie Player:

Una cartuccia molto versatile che permette di vedere filmati, giocare ai giochi del NES/Famicom, ascoltare tracce audio e leggere file di testo in estensione .txt grazie a una Memory Card. I file MP4 e MP3 non vengono letti direttamente, ma necessitano di una conversione adatta a renderli compatibili con GBA Movie Player e data da un software Freeware che converte in GBM e GBS una vasta gamma di formati. GBA Movie Player è stato messo in commercio in due varianti che si distinguono per il tipo di Memory Card da inserire (Compact Flash CF o SD).
- GBA TV Tuner:

Rende la console portatile una televisione portatile. Ci sono diverse versioni disponibili, che sono state realizzate da aziende diverse.
- Docking Station:

Ricarica le batterie di due battery pack per un totale di 30 ore di gioco. Include un trasformatore di corrente.
- Worm light:

Il Worm light era una mini torcia regolabile e flessibile, che andava collegata alla porta di collegamento. Aveva una piccola lampadina LED che brillava sopra lo schermo.
- Worm Cam:

Una fotocamera per GBA. Distribuita dalla Nikon, funziona come una normale fotocamera. Munita di tutto il necessario. Si possono salvare e guardare le foto direttamente sul GBA.

## Versioni

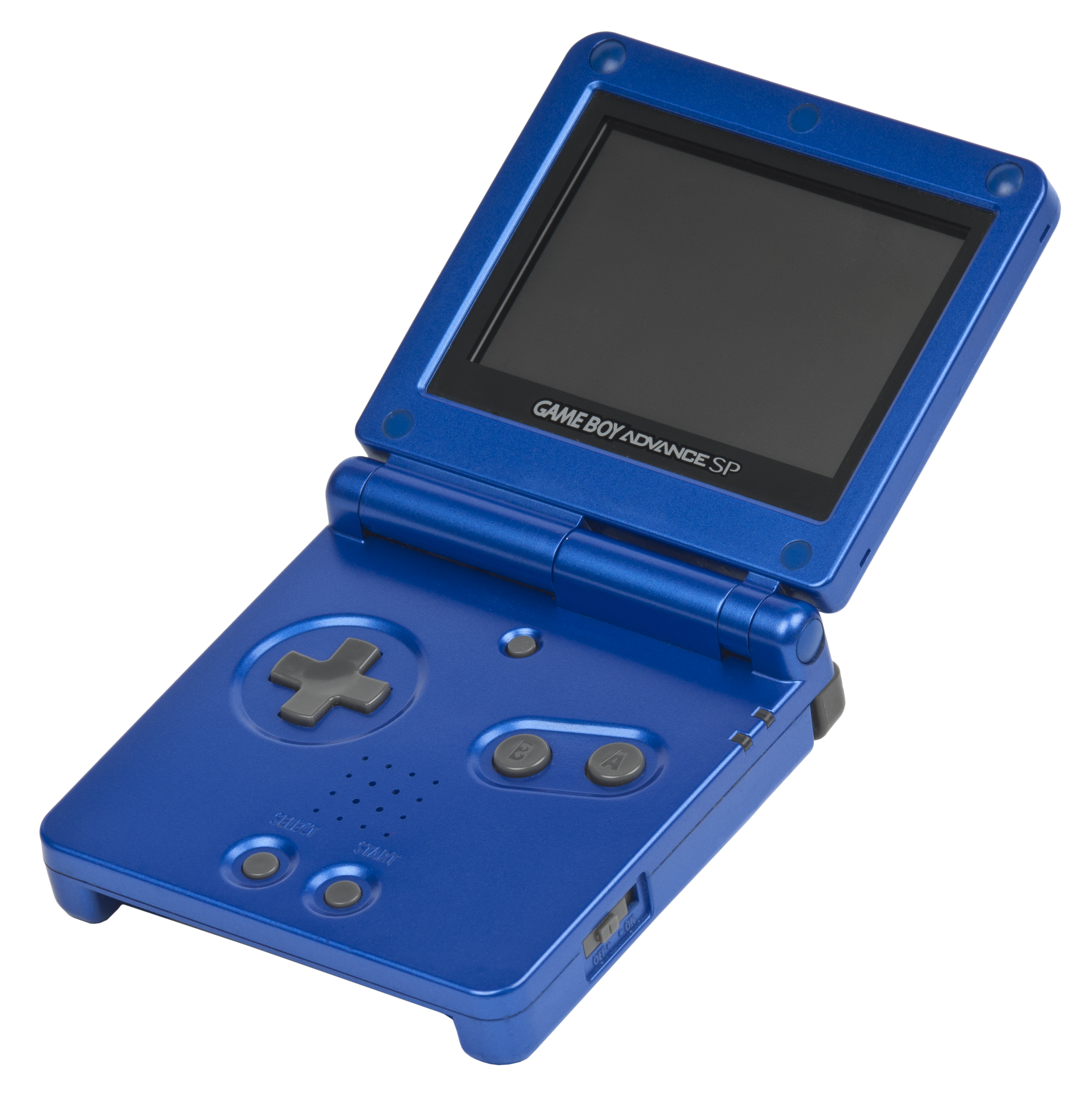
Un Game Boy Advance SP

A seguito del primo modello, sono state realizzate altre versioni (restyling) del Game Boy Advance. il primo è stato il Game Boy Advance SP, avente una forma completamente differente (apribile e richiudibile come i telefoni cellulari a "conchiglia"), dotato di retroilluminazione e batteria ricaricabile agli ioni di litio. Essa garantisce fino a 10 ore di gioco con la retroilluminazione attivata.

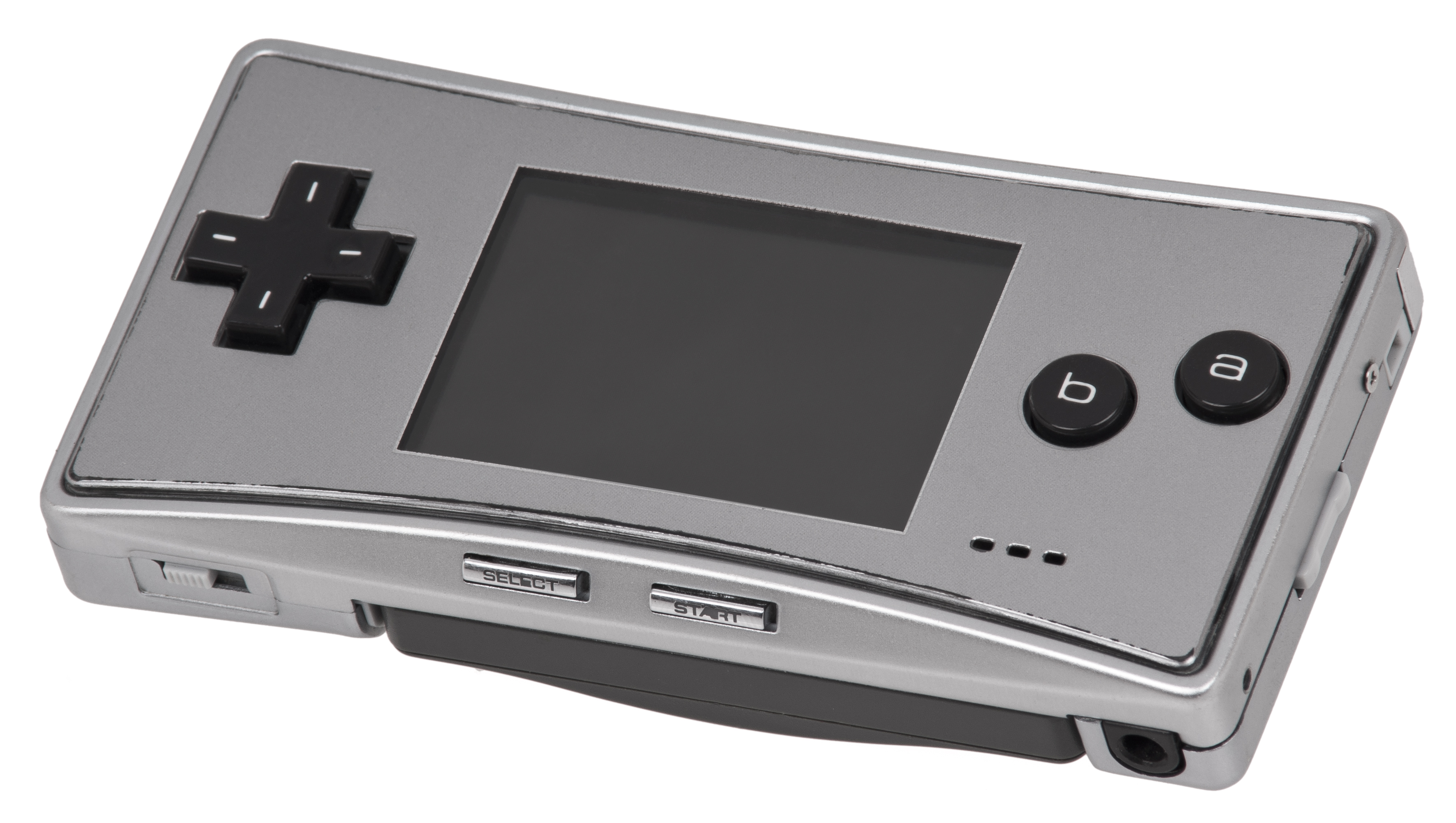
Game Boy Micro

Il secondo modello è stato il Game Boy Micro, che riprende l'aspetto dell'originale Game Boy Advance ma con dimensioni molto ridotte. Tuttavia, per le sue dimensioni ridotte, è stata rimossa la compatibilità con le cartucce dell'originale Game Boy/Color, oltre a essere incompatibile con alcuni accessori.
Il Game Boy Player uscì come accessorio della successiva console da tavolo GameCube (2001). Va connesso al di sotto di essa e va inserito un apposito CD di avvio nel GameCube. Permette di giocare con le cartucce Game Boy Advance, Game Boy e Game Boy Color, ma non tutte quelle per GBA sono compatibili.

## Videogiochi
Uscirono almeno 1500 titoli per Game Boy Advance, inoltre va considerata la retrocompatibilità con i giochi dei precedenti Game Boy e Game Boy Color.
Il GBA fu la prima console portatile a permettere di realizzare giochi della stessa qualità di quelli usciti come arcade e sulle console da tavolo fino a circa metà degli anni '90.
Secondo la rivista Retro Gamer, tra le migliori conversioni di giochi arcade o da console fisse ci sono Super Ghouls 'n Ghosts, Final Fight One, Street Fighter Alpha 3 Upper, The Legend of Zelda: A Link to the Past e Metroid: Zero Mission.
Tra i più notevoli titoli originali ci sono invece Ninja Cop, Golden Sun, WarioWare, Inc: Minigame Mania, Rebelstar: Tactical Command e Mario vs. Donkey Kong.
In una selezione dei 25 migliori giochi in generale, basata sul sondaggio dei lettori, la rivista nomina nell'ordine Metroid Fusion, Advance Wars, Mario Kart Super Circuit, The Legend of Zelda: The Minish Cap, Metroid: Zero Mission, WarioWare Inc, Castlevania: Aria of Sorrow, Astro Boy: Omega Factor, Fire Emblem, Golden Sun, Final Fantasy Tactics Advance, Castlevania, Pokémon Rubino e Zaffiro e Pokémon Smeraldo  (i giochi per GBA più venduti), Drill Dozer, Final Fight One, Mario & Luigi: Superstar Saga, Advance Wars 2, WarioWare: Twisted!, Super Mario Advance 2, Pokémon Rosso Fuoco e Verde Foglia, Rhythm Tengoku, F-Zero: Maximum Velocity, Super Mario Advance 3, Sonic Advance, Gunstar Future Heroes.

### NES Classic
NES Classic "Famicom Mini Series" in Giappone o "Classic NES Series" negli Stati Uniti è una serie di videogiochi per Game Boy Advance pubblicata nel 2004-2005, che ripropone diversi titoli apparsi in origine su Nintendo Entertainment System.
La versione Giapponese "Famicom Mini Series" ha avuto ben tre serie e molti più titoli delle altre versioni internazionali.
Le cartucce e l'imballaggio di questi videogiochi hanno una forma e una colorazione che rispecchia quelle del NES o del Famicom. Contemporaneamente Nintendo ha proposto anche una speciale versione del Game Boy Advance SP, colorata in modo da ricordare un gamepad del NES.

### Programma Fedeltà Nintendo
Dal 16 dicembre 2011 nel Programma Fedeltà Nintendo (disponibile per coloro che acquistarono un Nintendo 3DS prima del 12 agosto 2011) sono disponibili 10 giochi GBA scaricabili dal Nintendo eShop. Dall'aprile del 2014 è possibile scaricare alcuni giochi del Game Boy Advance anche nel Nintendo eShop del Wii U.